# Assunzione della Vergine (Mantegna)
L'Assunzione della Vergine è un affresco staccato di Andrea Mantegna (base 238 cm) della cappella Ovetari nella chiesa degli Eremitani a Padova, databile al 1453-1457.

## Storia
La cappella Ovetari fu una delle prime commissioni importanti del giovanissimo Andrea Mantegna, che venne incaricato di decorarla ad affresco assieme ad altri artisti fin dal 1448, quando appena diciassettenne si era affrancato dal suo maestro Francesco Squarcione. 
Tra alterne vicende la decorazione proseguì per ben nove anni. Nel 1453, dopo la morte di Nicolò Pinzolo, a Mantegna venne affidata anche la decorazione dell'abisde con l'Assunzione, già riservata al Pinzolo, e il maestro vi lavorò per un periodo imprecisato, ma comunque entro il 1457, data del completamento dei lavori. Quell'anno la committente Imperatrice Ovetari gli intentò una causa poiché in questo affresco il pittore aveva raffigurato solo otto apostoli a grandezza naturale invece di dodici. Vennero chiamati a dare un parere i pittori Pietro da Milano e Giovanni Storlato, che giustificarono la scelta di Mantegna per la mancanza di spazio.

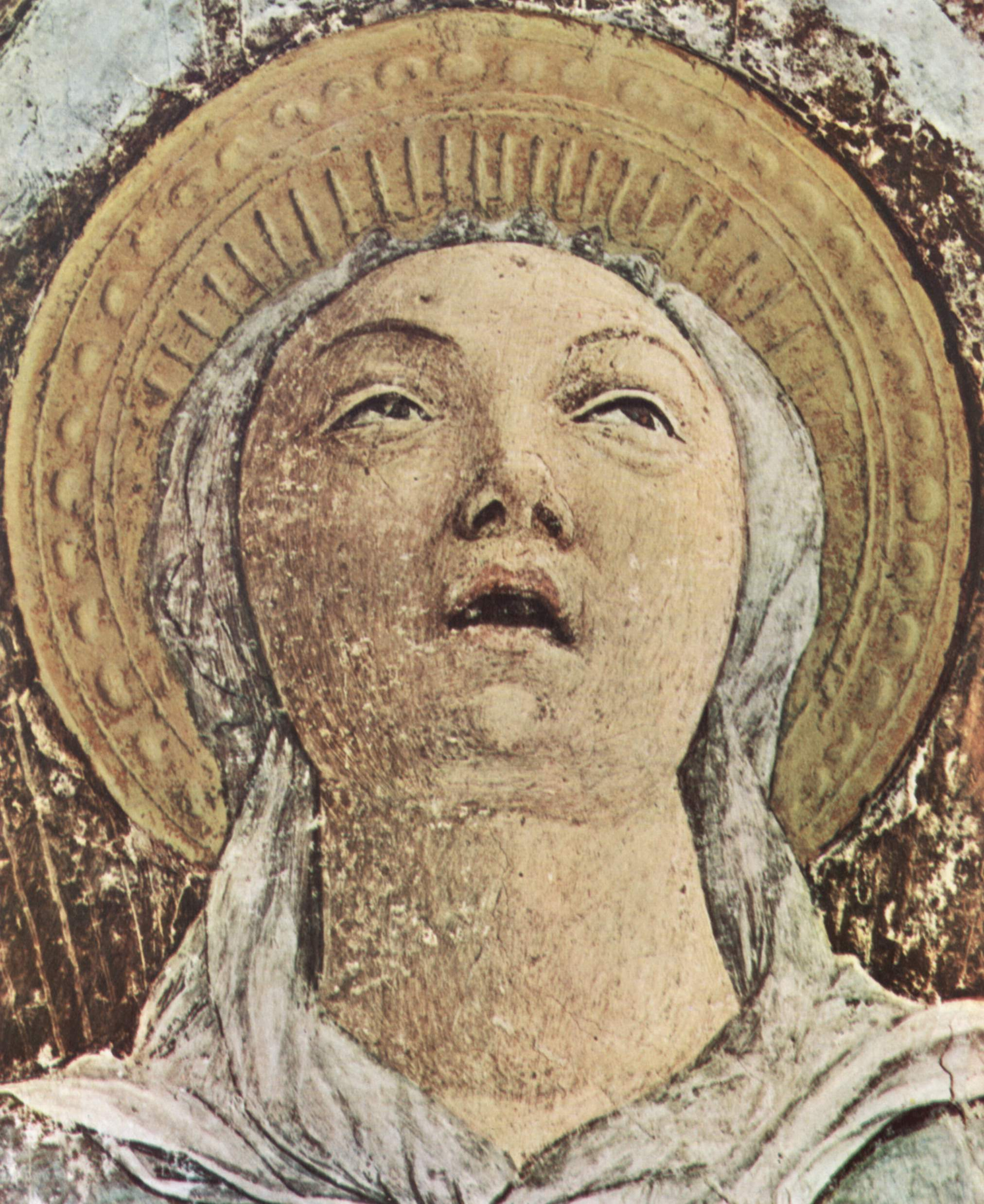
Testa della Vergine, dettaglio

Verso il 1880 vennero staccate dalle pareti della cappella due scene particolarmente danneggiate, l'Assunzione e il Martirio e trasporto di san Cristoforo. Durante la seconda guerra mondiale questi affreschi staccati vennero precauzionalmente ricoverati altrove, salvandoli così dalla distruzione: l'11 marzo 1944 infatti la chiesa degli Eremitani veniva bombardata, distruggendo gli affreschi in loco. 
Più recentemente, gli affreschi superstiti, assieme ai pochi frammenti salvatisi montati su copie fotostatiche d'epoca, sono stati ricollocati in loco e restaurati.

## Descrizione e stile

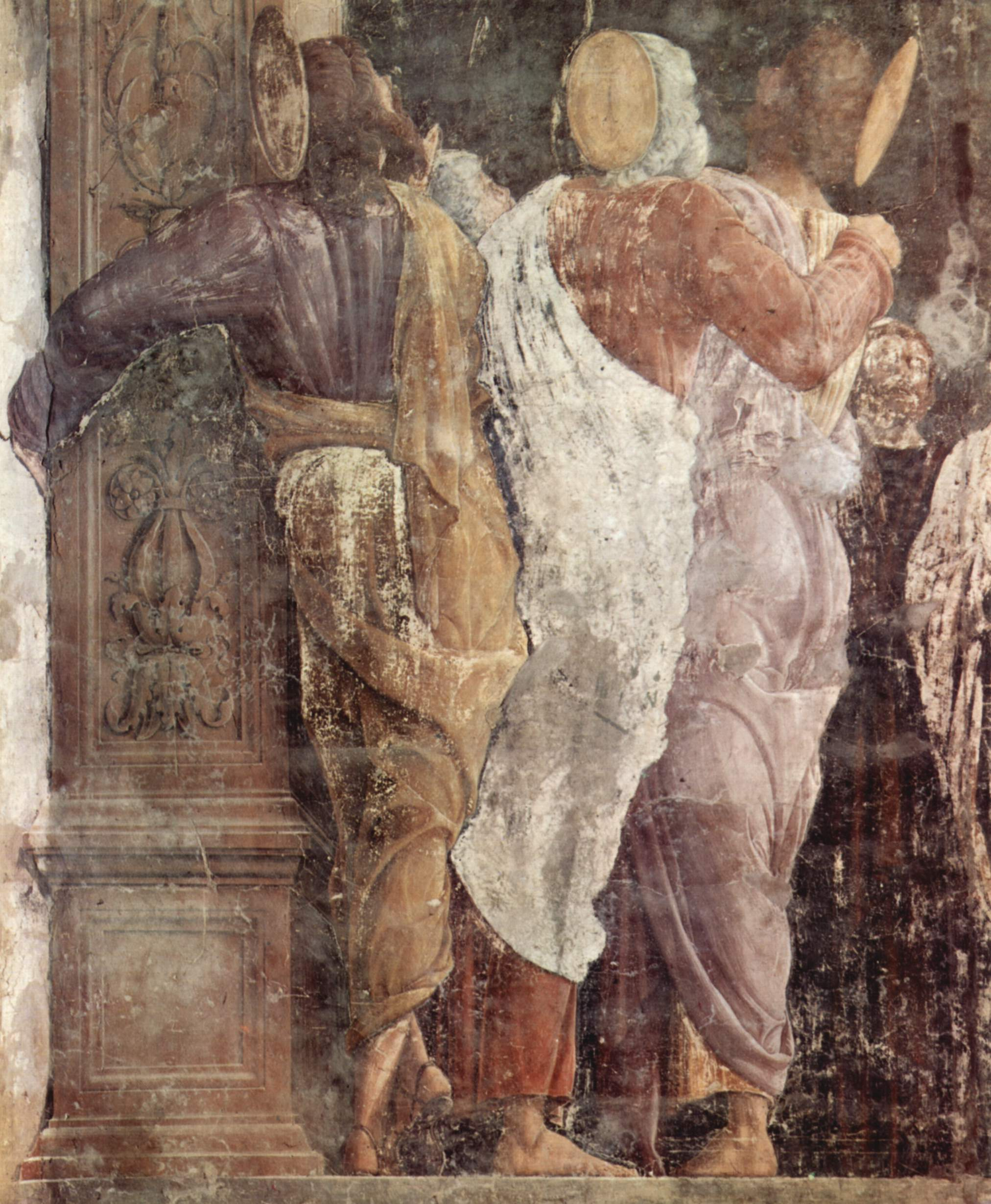
Apostoli, dettaglio

L'affresco si trova sulla stretta parete di fondo dell'abside della cappella, accanto alla finestra. Con l'esiguo spazio a disposizione Mantegna fu costretto a impostare la scena in maniera verticale su due registri, con la Madonna tra angeli in alto e gli apostoli a grandezza naturale in basso, incorniciati da un arcone scorciato prospetticamente (si vede ad esempio il sottarco decorato da stelle) e decorato da finti rilievi con candelabri e cornucopie ispirati all'antico. Al centro si trova una zona scura, che pausa la composizione e raccorda i due episodi. La particolare costruzione prospettica rende l'effetto di uno spazio dipinto che avvolge, verso l'alto, lo spettatore.
Gli apostoli, solo otto, come si è detto, sono sapientemente raffigurati a semicerchio a ridosso dell'arcone, tanto che alcuni di essi vi si aggrappano con naturalezza, travalicando lo spazio dell'affresco e proiettandosi in quello reale della cappella. Le loro espressioni sono stupite e rese con estrema naturalezza, che dimostrano una maturazione dell'artista rispetto alle pose più rigide delle vicine Storie di san Giacomo.
Alla sommità Maria, entro la mandorla circondata da angeli festosi, sta ascendendo e guarda con trepidazione verso l'alto, con la testa scorciata e le braccia aperte. Gli angeli, dalle possenti rotondità, seguono una disposizione ritmata e simmetrica, che evidenzia il moto ascensionale con le linee di forza.